# Háj (okres Turčianske Teplice)
Háj je obec na Slovensku v okrese Turčianske Teplice v Žilinském kraji. Žije v něm 469 obyvatel.

## Historie
První písemná zmínka o vesnici pochází z roku 1264. V obci stojí římskokatolický gotický kostel svatého Kosmy a Damiána ze začátku 15. století a barokně-klasicistní evagelický kostel z první poloviny 19. století.

## Přírodní poměry
Obec se nachází v nadmořské výšce 509 metrů, tři kilometry od Turčianských Teplic. Do správního území obce zasahuje část chráněného areálu Žarnovica.